# مایک داکسبری
مایک داکسبری (به انگلیسی: Mike Duxbury) بازیکن فوتبال زادهٔ ۱ سپتامبر ۱۹۵۹ اهل کشور انگلستان بود که سابقهٔ بازی در تیم ملی فوتبال انگلستان را در کارنامهٔ خود دارد. وی در تاریخ ۱۶ نوامبر ۱۹۸۳ نخستین بازی ملی خود را در مقابل تیم ملی فوتبال لوکزامبورگ انجام داد و با حضور در ۱۰ بازی ملی، در تاریخ ۱۷ اکتبر ۱۹۸۴ واپسین بازی ملی‌اش را در برابر تیم ملی فوتبال فنلاند برگزار کرد.